# Tournoi de tennis de Columbus
Le tournoi de Columbus (Ohio, États-Unis) est un tournoi international de tennis féminin du circuit professionnel WTA et masculin du circuit professionnel ATP.
Quatre éditions du tournoi féminin ont été organisées entre 1978 et 1981. Le tournoi refait son apparition pour une édition en 2021.
Le tournoi masculin a été organisé entre 1971 et 1984. Il était joué sur dur de 1971 à 1976 et de 1980 à 1984 et sur terre battue de 1977 à 1979 et faisait partie du circuit des tournois Grand Prix. Une édition faisant partie du circuit World Championship Tennis a été organisée en janvier 1976 sur moquette en salle.
Un nouveau tournoi masculin du circuit Challenger se déroule à Columbus depuis 2015. Il a lieu généralement en septembre et se joue sur les courts couverts en dur du Ohio State Varsity Tennis Center.

## Palmarès dames

### Simple
| No | Date       | Nom et lieu du tournoi                  | Catégorie      | Dotation       | Surface         | Vainqueure          | Finaliste      | Score          |                |
| -- | ---------- | --------------------------------------- | -------------- | -------------- | --------------- | ------------------- | -------------- | -------------- | -------------- |
| 1  | 23-01-1978 | Avon Futures of Columbus, Columbus (OH) | Futures        | 20 000 $       | Moquette (int.) | Pam Shriver         | Kate Latham    | 6-1, 6-3       | Tableau        |
| 2  | 12-02-1979 | Avon Futures of Columbus, Columbus (OH) | Futures        | 25 000 $       | Dur (int.)      | Rene Blount         | Iva Budařová   | 7-6, 6-1       | Tableau        |
| 3  | 25-02-1980 | Avon Futures of Columbus, Columbus (OH) | Futures        | 25 000 $       | Dur (int.)      | Peanut Louie        | Beth Norton    | 6-2, 6-3       | Tableau        |
| 4  | 09-02-1981 | Avon Futures of Columbus, Columbus (OH) | Futures        | 30 000 $       | Dur (int.)      | Betsy Nagelsen      | Rene Blount    | 7-6, 6-4       | Tableau        |
|    | 1982-2020  | Pas de tournoi                          | Pas de tournoi | Pas de tournoi | Pas de tournoi  | Pas de tournoi      | Pas de tournoi | Pas de tournoi | Pas de tournoi |
| 5  | 20-09-2021 | Columbus Open, Columbus                 | WTA 125        | 115 000 $      | Dur (int.)      | Nuria Párrizas Díaz | Wang Xinyu     | 7-6, 6-3       | Tableau        |

### Double
| No | Date       | Nom et lieu du tournoi                 | Catégorie      | Dotation       | Surface         | Vainqueures                           | Finalistes                           | Score          |                |
| -- | ---------- | -------------------------------------- | -------------- | -------------- | --------------- | ------------------------------------- | ------------------------------------ | -------------- | -------------- |
| 1  | 23-01-1978 | Avon Futures of Columbus Columbus (OH) | Futures        | 20 000 $       | Moquette (int.) | Ann Kiyomura Sue Mappin               | Paulina Peisachov Renée Richards     | 6-2, 6-4       | Tableau        |
| 2  | 12-02-1979 | Avon Futures of Columbus Columbus (OH) | Futures        | 25 000 $       | Dur (int.)      | Bunny Bruning Yvonne Vermaak          | Marjorie Blackwood Kym Ruddell       | 7-6, 6-4       | Tableau        |
| 3  | 25-02-1980 | Avon Futures of Columbus Columbus (OH) | Futures        | 25 000 $       | Dur (int.)      | Ann Henricksson Felicia Hutnick       | Lindsay Morse Candy Reynolds         | 7-6, 4-6, 6-4  | Tableau        |
| 4  | 09-02-1981 | Avon Futures of Columbus Columbus (OH) | Futures        | 30 000 $       | Dur (int.)      | Marcella Mesker Christiane Jolissaint | Rene Blount Jane Stratton            | 6-3, 6-4       | Tableau        |
|    | 1982-2020  | Pas de tournoi                         | Pas de tournoi | Pas de tournoi | Pas de tournoi  | Pas de tournoi                        | Pas de tournoi                       | Pas de tournoi | Pas de tournoi |
| 5  | 20-09-2021 | Columbus Open Columbus                 | WTA 125        | 115 000 $      | Dur (int.)      | Wang Xinyu Zheng Saisai               | Nuria Párrizas Díaz Dalila Jakupović | 6-1, 6-1       | Tableau        |

## Palmarès messieurs

### Simple
| No | Date       | Nom et lieu du tournoi                           | Catégorie      | Dotation       | Surface         | Vainqueur          | Finaliste         | Score                   |                |
| -- | ---------- | ------------------------------------------------ | -------------- | -------------- | --------------- | ------------------ | ----------------- | ----------------------- | -------------- |
| 1  | 02-08-1971 | , Columbus (OH)                                  |                | NC $           | Dur (ext.)      | Tom Gorman         | Jimmy Connors     | 6-7, 7-6, 4-6, 7-6, 6-3 |                |
| 2  | 24-07-1972 | , Columbus (OH)                                  |                | NC $           | Dur (ext.)      | Jimmy Connors      | Andrew Pattison   | 7-5, 6-3, 7-5           |                |
| 3  | 06-08-1973 | , Columbus (OH)                                  |                | NC $           | Dur (ext.)      | Jimmy Connors      | Charlie Pasarell  | 3-6, 6-3, 6-3           |                |
| 4  | 19-08-1974 | City National Buckeye, Columbus (OH)             |                | NC $           | Dur (ext.)      | Raúl Ramírez       | Roscoe Tanner     | 3-6, 7-6, 6-4           |                |
| 5  | 12-08-1975 | City National Buckeye, Columbus (OH)             |                | NC $           | Dur (ext.)      | Vijay Amritraj     | Robert Lutz       | 6-4, 7-5                |                |
| 6  | 05-01-1976 | Columbus WCT, Columbus (OH)                      |                | 60 000 $       | Moquette (int.) | Arthur Ashe        | Andrew Pattison   | 3-6, 6-3, 7-64          |                |
| 7  | 02-08-1976 | , Columbus (OH)                                  |                | NC $           | Dur (ext.)      | Roscoe Tanner      | Stan Smith        | 6-4, 7-6                |                |
| 8  | 08-08-1977 | , Columbus (OH)                                  |                | 125 000 $      | Terre (ext.)    | Guillermo Vilas    | Brian Gottfried   | 6-2, 6-1                |                |
| 9  | 07-08-1978 | , Columbus (OH)                                  |                | 75 000 $       | Terre (ext.)    | Arthur Ashe        | Robert Lutz       | 6-3, 6-4                |                |
| 10 | 06-08-1979 | , Columbus (OH)                                  |                | 75 000 $       | Terre (ext.)    | Brian Gottfried    | Eddie Dibbs       | 6-3, 6-0                |                |
| 11 | 04-08-1980 | , Columbus (OH)                                  |                | 75 000 $       | Dur (ext.)      | Robert Lutz        | Terry Rocavert    | 6-4, 6-3                |                |
| 12 | 03-08-1981 | National Revenue Tennis Classic, Columbus (OH)   |                | 75 000 $       | Dur (ext.)      | Brian Teacher      | John Austin       | 6-3, 6-2                |                |
| 13 | 02-08-1982 | , Columbus (OH)                                  |                | 100 000 $      | Dur (ext.)      | Jimmy Connors      | Brian Gottfried   | 7-5, 6-0                |                |
| 14 | 01-08-1983 | Buckeye Boys Ranch Tennis Classic, Columbus (OH) |                | 100 000 $      | Dur (ext.)      | Brian Teacher      | Bill Scanlon      | 7-6, 6-4                |                |
| 15 | 13-08-1984 | , Columbus (OH)                                  |                | 100 000 $      | Dur (ext.)      | Brad Gilbert       | Hank Pfister      | 6-3, 2-6, 6-3           |                |
|    | 1985-2014  | Pas de tournoi                                   | Pas de tournoi | Pas de tournoi | Pas de tournoi  | Pas de tournoi     | Pas de tournoi    | Pas de tournoi          | Pas de tournoi |
| 16 | 21-09-2015 | Columbus Challenger, Columbus (OH)               | Challenger     | 50 000 $       | Dur (int.)      | Dennis Novikov     | Ryan Harrison     | 6-4, 3-6, 6-3           |                |
| 17 | 19-09-2016 | Columbus Challenger, Columbus (OH)               | Challenger     | 50 000 $       | Dur (int.)      | Mikael Torpegaard  | Benjamin Becker   | 6-4, 1-6, 6-2           |                |
| 18 | 21-11-2016 | Columbus Challenger II, Columbus (OH)            | Challenger     | 75 000 $       | Dur (int.)      | Stefan Kozlov      | Tennys Sandgren   | 6-1, 2-6, 6-2           |                |
| 19 | 18-09-2017 | Columbus Challenger, Columbus (OH)               | Challenger     | 75 000 $       | Dur (int.)      | Ante Pavić         | Alexander Ward    | 611-7, 6-4, 6-3         |                |
| 20 | 17-09-2018 | Columbus Challenger, Columbus (OH)               | Challenger     | 75 000 $       | Dur (int.)      | Michael Mmoh       | Jordan Thompson   | 6-3, 7-64               |                |
| 21 | 07-01-2019 | January Columbus Challenger, Columbus (OH)       | Challenger     | 54 160 $       | Dur (int.)      | Jeffrey John Wolf  | Mikael Torpegaard | 64-7, 6-3, 6-4          |                |
| 22 | 10-06-2019 | June Columbus Challenger, Columbus (OH)          | Challenger     | 54 160 $       | Dur (int.)      | Mikael Torpegaard  | Nam Ji-sung       | 6-1, 7-5                |                |
| 23 | 16-09-2019 | September Columbus Challenger, Columbus (OH)     | Challenger     | 54 160 $       | Dur (int.)      | Peter Polansky     | Jeffrey John Wolf | 6-3, 7-64               |                |
| 24 | 24-02-2020 | Oracle Pro Series Columbus, Columbus (OH)        | Challenger     | 54 160 $       | Dur (int.)      | Jeffrey John Wolf  | Denis Istomin     | 6-4, 6-2                |                |
| 25 | 20-09-2021 | Tennis Ohio Championships, Columbus (OH)         | Challenger     | 52 080 $       | Dur (int.)      | Stefan Kozlov      | Max Purcell       | 4-6, 6-2, 6-4           |                |
| 26 | 24-01-2022 | Tennis Ohio Championships, Columbus (OH)         | Challenger     | 53 120 $       | Dur (int.)      | Yoshihito Nishioka | Dominic Stricker  | 6-2, 6-4                |                |
| 27 | 19-09-2022 | Tennis Ohio Championships 2, Columbus (OH)       | Challenger     | 53 120 $       | Dur (int.)      | Jordan Thompson    | Emilio Gómez      | 7-66, 6-2               |                |

### Double
| No | Date       | Nom et lieu du tournoi                           | Catégorie      | Dotation       | Surface         | Vainqueurs                        | Finalistes                            | Score              |                |
| -- | ---------- | ------------------------------------------------ | -------------- | -------------- | --------------- | --------------------------------- | ------------------------------------- | ------------------ | -------------- |
| 1  | 02-08-1971 | , Columbus (OH)                                  |                | NC $           | Dur (ext.)      | Jim McManus Jim Osborne           | Jimmy Connors Roscoe Tanner           | 4-6, 7-5, 6-2      |                |
| 2  | 24-07-1972 | , Columbus (OH)                                  |                | NC $           | Dur (ext.)      | Jimmy Connors Pancho Gonzales     | Robert McKinley Dick Stockton         | 6-3, 7-5           |                |
| 3  | 06-08-1973 | , Columbus (OH)                                  |                | NC $           | Dur (ext.)      | Gerald Battrick Graham Stilwell   | Colin Dibley Charlie Pasarell         | 6-4, 7-6           |                |
| 4  | 19-08-1974 | City National Buckeye, Columbus (OH)             |                | NC $           | Dur (ext.)      | Anand Amritraj Vijay Amritraj     | Tom Gorman Robert Lutz                | Forfait            |                |
| 5  | 12-08-1975 | City National Buckeye, Columbus (OH)             |                | NC $           | Dur (ext.)      | Robert Lutz Stan Smith            | Jürgen Fassbender Hans-Jürgen Pohmann | 6-2, 6-7, 6-3      |                |
| 6  | 05-01-1976 | Columbus WCT, Columbus (OH)                      |                | 60 000 $       | Moquette (int.) | Bob Hewitt Frew McMillan          | Arthur Ashe Tom Okker                 | 7-64, 6-4          |                |
| 7  | 02-08-1976 | , Columbus (OH)                                  |                | NC $           | Dur (ext.)      | William Brown Brian Teacher       | Fred McNair Sherwood Stewart          | 6-3, 6-4           |                |
| 8  | 08-08-1977 | , Columbus (OH)                                  |                | 125 000 $      | Terre (ext.)    | Robert Lutz Stan Smith            | Peter Fleming Gene Mayer              | 4-6, 7-5, 6-2      |                |
| 9  | 07-08-1978 | , Columbus (OH)                                  |                | 75 000 $       | Terre (ext.)    | Colin Dibley Bob Giltinan         | Marcello Lara Eliot Teltscher         | 6-2, 6-3           |                |
| 10 | 06-08-1979 | , Columbus (OH)                                  |                | 75 000 $       | Terre (ext.)    | Brian Gottfried Robert Lutz       | Tim Gullikson Tom Gullikson           | 4-6, 6-3, 7-6      |                |
| 11 | 04-08-1980 | , Columbus (OH)                                  |                | 75 000 $       | Dur (ext.)      | Brian Gottfried Sandy Mayer       | Peter Fleming Eliot Teltscher         | 6-4, 6-2           |                |
| 12 | 03-08-1981 | National Revenue Tennis Classic, Columbus (OH)   |                | 75 000 $       | Dur (ext.)      | Bruce Manson Brian Teacher        | Anand Amritraj Vijay Amritraj         | 6-1, 6-1           |                |
| 13 | 02-08-1982 | , Columbus (OH)                                  |                | 100 000 $      | Dur (ext.)      | Tim Gullikson Bernard Mitton      | Victor Amaya Hank Pfister             | 4-6, 6-1, 6-4      |                |
| 14 | 01-08-1983 | Buckeye Boys Ranch Tennis Classic, Columbus (OH) |                | 100 000 $      | Dur (ext.)      | Scott Davis Brian Teacher         | Vijay Amritraj John Fitzgerald        | 6-1, 4-6, 7-6      |                |
| 15 | 13-08-1984 | , Columbus (OH)                                  |                | 100 000 $      | Dur (ext.)      | Sandy Mayer Stan Smith            | Charles Bud Cox Terry Moor            | 6-4, 6-7, 7-5      |                |
|    | 1985-2014  | Pas de tournoi                                   | Pas de tournoi | Pas de tournoi | Pas de tournoi  | Pas de tournoi                    | Pas de tournoi                        | Pas de tournoi     | Pas de tournoi |
| 16 | 21-09-2015 | Columbus Challenger, Columbus (OH)               | Challenger     | 50 000 $       | Dur (int.)      | Chase Buchanan Blaž Rola          | Mitchell Krueger Eric Quigley         | 6-4, 4-6, [19-17]  |                |
| 17 | 19-09-2016 | Columbus Challenger, Columbus (OH)               | Challenger     | 50 000 $       | Dur (int.)      | Miķelis Lībietis Dennis Novikov   | Philip Bester Peter Polansky          | 7-5, 7-64          |                |
| 18 | 21-11-2016 | Columbus Challenger II, Columbus (OH)            | Challenger     | 75 000 $       | Dur (int.)      | David O'Hare Joe Salisbury        | Luke Bambridge Cameron Norrie         | 6-3, 6-4           |                |
| 19 | 18-09-2017 | Columbus Challenger, Columbus (OH)               | Challenger     | 75 000 $       | Dur (int.)      | Dominik Köpfer Denis Kudla        | Luke Bambridge David O'Hare           | 7-66, 7-63         |                |
| 20 | 17-09-2018 | Columbus Challenger, Columbus (OH)               | Challenger     | 75 000 $       | Dur (int.)      | Tommy Paul Peter Polansky         | Gonzalo Escobar Roberto Quiroz        | 6-3, 6-3           |                |
| 21 | 07-01-2019 | January Columbus Challenger, Columbus (OH)       | Challenger     | 54 160 $       | Dur (int.)      | Maxime Cressy Bernardo Saraiva    | Robert Galloway Nathaniel Lammons     | 7-5, 7-63          |                |
| 22 | 10-06-2019 | June Columbus Challenger, Columbus (OH)          | Challenger     | 54 160 $       | Dur (int.)      | Roberto Maytín Jackson Withrow    | Hans Hach Verdugo Donald Young        | 64-7, 7-62, [10-5] |                |
| 22 | 16-09-2019 | September Columbus Challenger, Columbus (OH)     | Challenger     | 54 160 $       | Dur (int.)      | Martin Redlicki Jackson Withrow   | Nathan Pasha Max Schnur               | 6-4, 7-64          |                |
| 24 | 24-02-2020 | Oracle Pro Series Columbus, Columbus (OH)        | Challenger     | 54 160 $       | Dur (int.)      | Treat Huey Nathaniel Lammons      | Lloyd Glasspool Alex Lawson           | 7-63, 7-64         |                |
| 25 | 20-09-2021 | Tennis Ohio Championships, Columbus (OH)         | Challenger     | 52 080 $       | Dur (int.)      | Stefan Kozlov Peter Polansky      | Andrew Lutschaunig James Trotter      | 7-5, 7-65          |                |
| 26 | 24-01-2022 | Tennis Ohio Championships, Columbus (OH)         | Challenger     | 53 120 $       | Dur (int.)      | Tennys Sandgren Mikael Torpegaard | Luca Margaroli Yasutaka Uchiyama      | 5-7, 6-4, [10-5]   |                |
| 27 | 19-09-2022 | Tennis Ohio Championships 2, Columbus (OH)       | Challenger     | 53 120 $       | Dur (int.)      | Julian Cash Henry Patten          | Charles Broom Constantin Frantzen     | 6-2, 7-5           |                |